# 이란의 여자 가수 목록

## 가
- 구구쉬

## 다
- 수산 데임

## 라
- 라메슈
- 리타

## 마
- 마르지에
- 마하스티

## 바
- 마르잔 바다트
- 코마올몰루크 바지리
- 시마 비나

## 사
- 샤킬라
- 쇼레아 솔라티

## 아
- 아잠 알리
- 엘라헤

## 자
- 파리 장가네

## 파
- 기티 파샤에이
- 파리사

## 하
- 마리암 헤이다르자데
- 하예데